# Satir
Satir je v grški mitologiji božanstvo gora in gozdov. Včasih so jih poimenovali tudi sileni, Rimljani pa favni. Satiri so bili v grški mitologiji spremljevalci boga Dioniza.

## Splošne značilnosti
Simbolizirali so veliko plodno moč živih bitij, tako rastlin kot živali.
Ves čas so se premikali po deželi v želji potešiti svojo pohoto. Smrtniki so se jih bali zaradi njihove neobvladljive in razbrzdane narave.

## Videz
Njihova podoba je bila blizu ljudem, imeli so skodrane lase. Njihova ušesa so bila podobne oblike kot ušesa divjih živali. Na čelu sta jim rasla dva rožička. Včasih so bili upodobljeni s konjskim ali kozjim repom. Do 4. stoletja pr. n. št. jih še ne upodabljajo s kozjimi deli telesa. 